# Sainte-Thérence
Sainte-Thérence (okzitanisch: gleichlautend) ist ein zentralfranzösischer Ort und eine Gemeinde (commune) mit 179 Einwohnern (Stand 1. Januar 2022) im Nordwesten des Départements Allier und der Region Auvergne-Rhône-Alpes.

## Geographie
Der Ort Sainte-Thérence liegt in einer Höhe von etwa 400 m in der hügeligen und waldreichen Landschaft der Combrailles im südlichen Bourbonnais. Der Ort befindet sich gut 90 Kilometer Fahrtstrecke nordwestlich von Clermont-Ferrand bzw. etwa 75 Kilometer von Riom. Die Stadt Montluçon befindet sich nur etwa 18 Kilometer nördlich. Der Fluss Cher bildet die westliche Gemeindegrenze.

## Geschichte
Im Jahr 1080 hieß der Ort noch Saint Julien de Neuville. Die romanische Kirche entstand im 12. Jahrhundert. Einer lokalen Legende zufolge war Thérence eine Schäferin, die im 13. Jahrhundert während eines heftigen Unwetters mit ihrer Herde auf der anderen Seite des Flusses Cher festsaß; plötzlich jedoch teilte sich der Fluss und sie konnte wohlbehalten ans heimatliche Ufer gelangen.

### Bevölkerungsentwicklung
Im 19. Jahrhundert hatte die Gemeinde meist zwischen 450 und 580 Einwohner. Infolge der Reblauskrise im Weinbau und der Mechanisierung der Landwirtschaft, die den Verlust vieler Arbeitsplätze zur Folge hatte, ging die Einwohnerzahl seitdem kontinuierlich bis auf die Tiefststände der 1980er Jahre zurück.
| Jahr      | 1962 | 1968 | 1975 | 1982 | 1990 | 1999 | 2006 | 2012 | 2018 |
| Einwohner | 242  | 204  | 179  | 147  | 156  | 188  | 198  | 202  | 182  |

## Wirtschaft
Jahrhundertelang lebten die Einwohner von Sainte-Thérence als Selbstversorger von der Landwirtschaft, zu der auch der Weinbau gehörte; hinzu kamen Kleinhandel und Handwerk. Nach der Reblauskrise kam der Weinbau jahrzehntelang völlig zum Erliegen, doch mittlerweile werden wieder Rot-, Rosé- und Weißweine produziert, die über die Appellation Val-de-Loire vermarktet werden. Viele leerstehende Häuser sind zu Ferienwohnungen (gîtes) umgebaut worden.

## Sehenswürdigkeiten
- Die Pfarrkirche Sainte-Thérence ist ein Kleinod romanischer Architektur des Bourbonnais. Die dreiapsidiale Ostpartie wird von einem Vierungsturm mit kleinen Zwillingsfenstern überragt, die als Schallöffnungen fungieren. Die Außenwände der Kirche sind durch Strebepfeiler stabilisiert und gegliedert. Die Westfassade ist insgesamt eher schmucklos gehalten; die Portalzone tritt geringfügig aus der Wandflucht hervor. Das Kircheninnere ist dreischiffig und tonnengewölbt. Außen hinter dem Chor befindet sich – gemäß der lokalen Überlieferung – das Steingrab mit den Reliquien der als heilig verehrten Schäferin. Bereits seit dem Jahr 1935 ist die Kirche als Monument historique anerkannt.[2]
- Die mittelalterliche Burgruine des Château de l’Ours () stammt aus dem 13. und 15. Jahrhundert; erhalten ist im Wesentlichen der Rundturm des Bergfrieds (donjon). Die Burgruine wurde im Jahr 1995 in die Liste der Monuments historiques aufgenommen.[3]

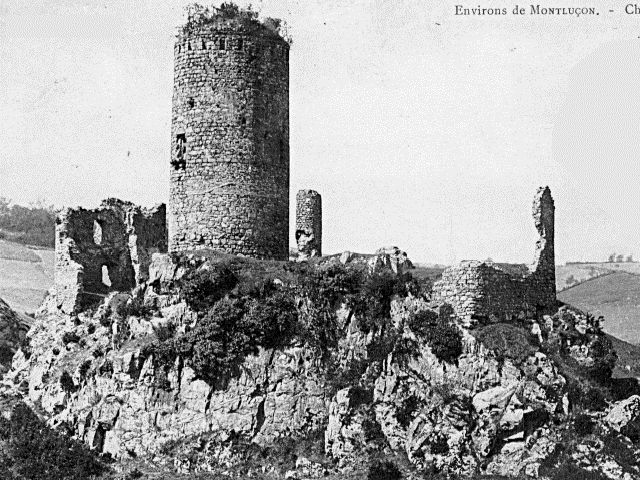
Château de l’Ours